# Euchaetes salatis
Euchaetes salatis là một loài bướm đêm thuộc phân họ Arctiinae, họ Erebidae.